# Alyson Hannigan
Alyson Lee Hannigan (Washington D. C., 24 de marzo de 1974), más conocida como Alyson Hannigan, es una actriz estadounidense. Es principalmente conocida por sus papeles de Willow Rosenberg en Buffy, la cazavampiros, Michelle Flaherty en las películas de la saga American Pie y Lily Aldrin en How I Met Your Mother.

## Biografía
Hannigan, hija única de la corredora de bienes raíces Emilie Posner y el camionero Al Hannigan, es judía por parte de madre y también tiene ascendencia irlandesa. Un año después de su nacimiento, sus padres se separaron y ella se crio principalmente en Atlanta junto a su madre.
Asistió a la Escuela Preparatoria North Hollywood, donde audicionó con éxito para los agentes, mientras visitaba a su padre en Santa Bárbara. Estudió en la Universidad Estatal de California, Northridge.

## Trayectoria
A pesar de haber aparecido en un filme industrial para Active Parenting y en un anuncio para las galletas Duncan Hines (1978), no comenzó oficialmente su carrera hasta 1985.
Debutó en el cine ese mismo año con Impure Thoughts. Su primer gran papel fue en la película cómica de ciencia ficción Mi novia es una extraterrestre (1988). Como curiosidad, cabe decir que uno de sus compañeros fue Seth Green, que sería su novio en la ficción en Buffy, la cazavampiros.
En 1989, consiguió su primer papel regular en Free Spirit (ABC). A lo largo de los 90 apareció en varios anuncios de televisión. Durante esa década también protagonizó varios telefilmes como Cambiadas al nacer (1991) o A case for life (1996).
En 1997, consiguió el papel de Willow Rosenberg en Buffy, la cazavampiros, serie que se convirtió en un éxito y que le sirvió el reconocimiento del público. En su recta final en la serie (2003), la actriz cobraba 250 000 dólares por episodio. Gracias a su trabajo en esta serie, Hannigan apareció en American Pie, American Pie 2, American Wedding y Boys and Girls. Recuperó su papel de Willow en la séptima temporada de la serie y en la cuarta del spin-off de ésta: Ángel.

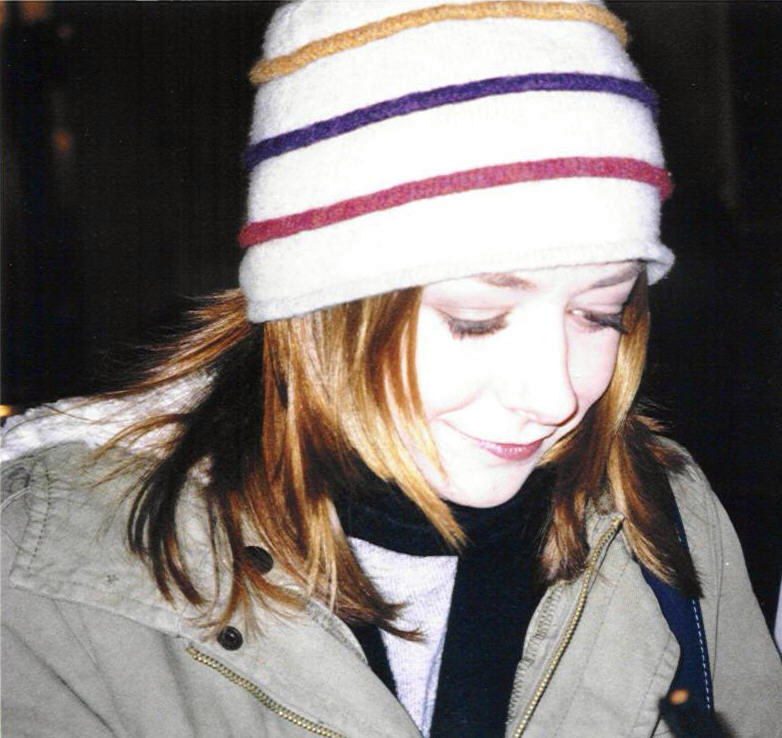
Hannigan saliendo del escenario durante la adaptación de When Harry Met Sally... en Londres, mayo de 2004.

A principios de 2004, realizó su debut en el West End de Londres protagonizando una adaptación teatral de When Harry Met Sally..., en el Teatro Haymarket, junto a Luke Perry.
Fue en 2005 cuando inició su etapa en la serie How I Met Your Mother como Lily Aldrin. Además, en ese mismo año, interpretó a Trina Echolls en Veronica Mars. Un año más tarde apareció en Date Movie como Julia Jones.
Alyson unió fuerzas con Emily Deschanel, Jaime King, Minka Kelly y Katharine McPhee para promover la campaña de cribado del cáncer de mama de la organización Stand Up 2 Cancer, mediante un vídeo de una pijamada publicado en el sitio web de Funny or Die.

## Vida personal

Hannigan junto a su esposo Alexis Denisof

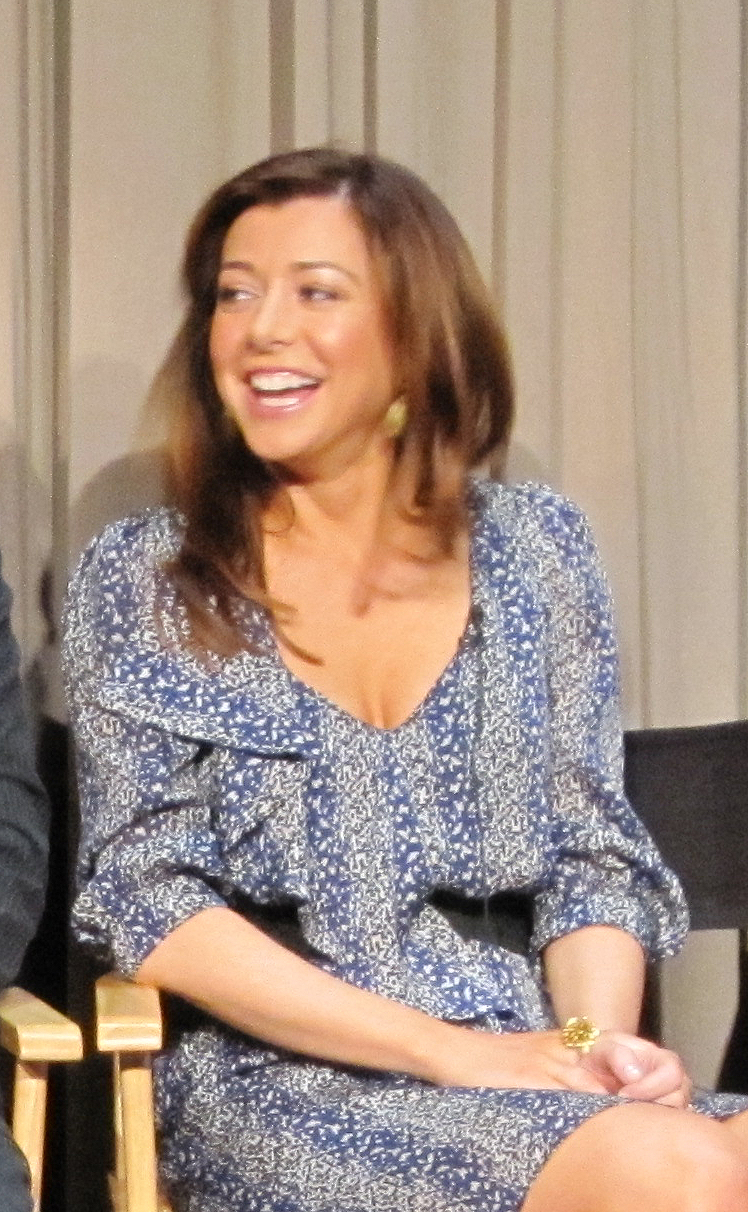
Hannigan en la celebración de los 100 episodios de How I Met Your Mother en enero de 2010

Mantuvo una relación sentimental con Ginger Fish, de la banda Marilyn Manson. Se casó con el actor Alexis Denisof el 11 de octubre de 2003 en el Two Brunch Palms Resort, en Desert Hot Springs. Ambos adquirieron una casa en Santa Mónica y el 24 de marzo de 2009, cumpleaños de Alyson, nació su primera hija: Satyana Denisof.
A finales del 2011 (después de muchas especulaciones), la actriz confirmó en Twitter que está embarazada por segunda ocasión, coincidiendo con el embarazo de su personaje Lily Aldrin en How I Met Your Mother. Su segunda hija, Keeva Jane, nació el 23 de mayo de 2012.

## Filmografía

### Cine
| Año  | Película                       | Papel                        | Notas                            |
| ---- | ------------------------------ | ---------------------------- | -------------------------------- |
| 1986 | Impure Thoughts                | Patty Stubbs                 | Acreditada como Allyson Hannigan |
| 1988 | Mi novia es una extraterrestre | Jessie Mills                 |                                  |
| 1999 | American Pie                   | Michelle Flaherty            |                                  |
| 2000 | Boys and Girls                 | Betty                        |                                  |
| 2001 | American Pie 2                 | Michelle Flaherty            |                                  |
| 2001 | Beyond the City Limits         | Lexi                         |                                  |
| 2003 | American Wedding               | Michelle Flaherty-Levenstein |                                  |
| 2006 | Farce of the Penguins          | Hottie Penguin               | voz                              |
| 2006 | Date Movie                     | Julia Jones                  | Papel principal                  |
| 2011 | Love, Wedding, Marriage        | Courtney                     |                                  |
| 2012 | American Pie: El reencuentro   | Michelle Flaherty-Levenstein |                                  |
| 2016 | Do You Take This Man           | Rachael                      |                                  |
| 2018 | You Might Be the Killer        | Chuck                        |                                  |
| 2019 | Kim Possible (Film)            | Dra. Ann Possible            |                                  |
| 2021 | Flora & Ulysses                | Phyllis                      |                                  |

### Televisión
| Año           | Título                     | Papel                   | Notas                                                                   |
| ------------- | -------------------------- | ----------------------- | ----------------------------------------------------------------------- |
| 1989-1990     | Free Spirit                | Jessie Harper           | 14 episodios                                                            |
| 1990          | Roseanne                   | Jan                     | Episodio: "Like, a New Job"                                             |
| 1991          | Switched at Birth          | Gina Twigg (13-16 años) | Telefilme                                                               |
| 1993          | Almost Home                | Samantha                | Episodios: "The Dance" y Episodio: "Hot Ticket"                         |
| 1994          | Touched by an Angel        | Cassie Peters           | Episodio: "Cassie's Choice"                                             |
| 1995          | The Stranger Beside Me     | Dana                    | Telefilme                                                               |
| 1996          | A Case for Life            | Iris                    | Telefilme                                                               |
| 1996          | Picket Fences              | Peggy Patterson         | Episodio: "To Forgive Is Devine"                                        |
| 1996          | For My Daughter's Honor    | Kelly                   | Telefilme                                                               |
| 1997-2003     | Buffy the Vampire Slayer   | Willow Rosenberg        | Personaje principal. 144 episodios.                                     |
| 1998          | Dead Man on Campus         | Lucy                    | Telefilme                                                               |
| 1999          | Hayley Wagner, Star        | Jenna Jakes             | Telefilme                                                               |
| 1999-2000     | 100 Deeds for Eddie McDowd | Gigi                    | Episodios: "All Howls Eve" y "The Return of Gigi"                       |
| 2000          | Los Thornberrys            | Gerda                   | Episodio: "Every Little Bit Alps"                                       |
| 2001-2003     | Ángel                      | Willow Rosenberg        | Episodios: "Disharmony", "There's No Place Like Plrtz Glrb" y "Orpheus" |
| 2004          | That '70s Show             | Suzy Simpson            | Episodios: "Sally Simpson" y "Won't Get Fooled Again"                   |
| 2004          | Americana                  | Andrea                  | Telefilme                                                               |
| 2004          | King of the Hill           | Stacey Gibson           | Episodio: "Talking Shop"                                                |
| 2005          | Veronica Mars              | Trina Echolls           | Episodios: "Ruskie Business", "Hot Dogs" y "My Mother, the Fiend"       |
| 2005          | In the Game                | Unknow                  | Telefilme                                                               |
| 2005-2014     | How I Met Your Mother      | Lily Aldrin             | Personaje principal                                                     |
| 2009          | The Goode Family           | Michelle                | Episodio: "Graffiti in Greenville"                                      |
| 2016-presente | Penn & Teller: Fool Us     | Alyson Hannigan (Host)  | 64 episodios                                                            |
| 2019          | Kim Possible               | Dra. Ann Possible       | Disney Channel                                                          |

### Premios / Nominaciones
| Año  | Proyecto                         | Institución                            | Categoría | Resultado |
| ---- | -------------------------------- | -------------------------------------- | --- | --------- |
| 1989 | My Stepmother is an Alien (1988) | Young Artist Awards                    | Mejor Actriz Juvenil en una Película de Comedia o Fantasía. | Nominada. |
| 1990 | Free Spirit (1989)               | Young Artist Awards                    | Mejor Actriz Juvenil Protagonista de una Serie de Televisión. | Nominada. |
| 1999 | Buffy la Cazavampiros (1997)     | Teen Choice Awards                     | TV - Choice Sidekick (Mejor Compañera) | Nominada. |
| 2000 | American Pie (1999)              | Young Hollywood Awards                 | Mejor Reparto Coral. Compartido con: Jason Biggs, Chris Klein, Thomas Ian Nicholas, Shannon Elizabeth, Tara Reid, Eddie Kaye Thomas, Sean William Scott, Mena Suvari, Natasha Lyonne. | Ganadora. |
| 2000 | Buffy la Cazavampiros (1997)     | Teen Choice Awards                     | TV - Choice Sidekick (Mejor Compañera) | Nominada. |
| 2001 | Buffy la Cazavampiros (1997)     | TV Guide Awards                        | Mejor Actriz de Reparto del Año en una Serie Dramática. | Nominada. |
| 2001 | Buffy la Cazavampiros (1997)     | Online Film and Television Association | Mejor Actriz de Reparto en una Serie Dramática. | Nominada. |
| 2001 | Buffy la Cazavampiros (1997)     | Saturn Awards                          | Mejor Actriz de Reparto en Televisión. | Nominada. |
| 2002 | Buffy la Cazavampiros (1997)     | Saturn Awards                          | Mejor Actriz de Reparto en una Serie de Televisión. | Nominada. |
| 2002 | Buffy la Cazavampiros (1997)     | Teen Choice Awards                     | TV - Choice Sidekick (Mejor Compañera) | Ganadora. |
| 2003 | Buffy la Cazavampiros (1997)     | Teen Choice Awards                     | TV - Choice Sidekick (Mejor Compañera) | Nominada. |
| 2003 | Buffy la Cazavampiros (1997)     | SFX Awards (UK)                        | Mejor Actriz de Reparto en una Serie de Television Dramática | Nominada. |
| 2003 | Buffy la Cazavampiros (1997)     | Saturn Awards                          | Mejor Actriz de Reparto en una Serie de Televisión. | Ganadora. |
| 2004 | American Wedding (2003)          | Teen Choice Awards                     | Choice Movie Liplock (Mejor Beso en Película). Compartido con Jason Biggs. | Nominada. |
| 2008 | How I Met Your Mother (2005)     | SFX Awards (UK)                        | Mejor Actriz de Reparto en una Serie de Comedia. | Nominada. |
| 2010 | How I Met Your Mother (2005)     | People´s Choice Awards                 | Actriz de Comedia Favorita. | Ganadora. |
| 2011 | How I Met Your Mother (2005)     | People´s Choice Awards                 | Actriz de Comedia Favorita. | Nominada. |
| 2014 | How I Met Your Mother (2005)     | People´s Choice Awards                 | Favorite TV Gal Pals (Mejor Amiga en TV Favorita). Compartido con Cobie Smulders. | Nominada. |